# Сеуї
Сеуї (італ. Seui, сард. Seui) — муніципалітет в Італії, у регіоні Сардинія,  провінція Ольястра.
Сеуї розташоване на відстані близько 360 км на південний захід від Рима, 75 км на північ від Кальярі, 31 км на захід від Тортолі, 21 км на захід від Ланузеі.
Населення — 1329 осіб (2014).
Щорічний фестиваль відбувається 16 серпня. Покровитель — святий Рох.

## Демографія
Населення за роками:

Станом на 1 січня 2023 року в муніципалітеті офіційно проживали 2 іноземці з 2 країн.

## Сусідні муніципалітети
- Арцана
- Ескалаплано
- Естерцилі
- Гаїро
- Пердаздефогу
- Садалі
- Сеуло
- Улассаї
- Уссассаї